# Катанеле (Дамбовица)
Катанеле (рум. Catanele) насеље је у Румунији у округу Дамбовица у општини Гура Фоиј. Oпштина се налази на надморској висини од 224 m.

## Становништво
Према подацима из 2002. године у насељу је живело 303 становника, од којих су сви румунске националности.